# Episodi di 14º Distretto (ventunesima stagione)
La ventunesima stagione della serie televisiva 14º Distretto è stata trasmessa in anteprima in Germania da Das Erste tra il 26 febbraio 2007 e il 2 luglio 2007.
| N° | Titolo originale         | Titolo italiano          | Prima TV Germania | Prima TV Italia |
| -- | ------------------------ | ------------------------ | ----------------- | --------------- |
| 1  | Tage wie dieser          | Un giorno fortunato      | 26 febbraio 2007  |                 |
| 2  | Tage wie dieser          | Un giorno fortunato      | 5 marzo 2007      |                 |
| 3  | Chefsache                | L'ultimo giorno di Voss  | 12 marzo 2007     |                 |
| 4  | Hallo Chef               | Una casa per Matthias    | 19 marzo 2007     |                 |
| 5  | Von Monstern und Mördern | Il mostro del tombino    | 26 marzo 2007     |                 |
| 6  | Gefallene Engel          | Appuntamento al buio     | 2 aprile 2007     |                 |
| 7  | Rufmord                  | La sorella di Ben        | 16 aprile 2007    |                 |
| 8  | Unter falschen Segeln    | Il miglior amico di Voss | 23 aprile 2007    |                 |
| 9  | Der Engel von St. Pauli  | L'angelo di St. Pauli    | 30 aprile 2007    |                 |
| 10 | Kinder, Kinder           | Padre per un giorno      | 7 maggio 2007     |                 |
| 11 | Wenn die Worte fehlen    | Locomotive da collezione | 21 maggio 2007    |                 |
| 12 | Alles im Griff           | Pazza d'amore            | 4 giugno 2007     |                 |
| 13 | Und bist du nicht willig | Difesa personale         | 11 giugno 2007    |                 |
| 14 | Hamburger Helden         | Gli eroi di Amburgo      | 18 giugno 2007    |                 |
| 15 | Nur wegen Dir            | Brutte sensazioni        | 25 giugno 2007    |                 |
| 16 | Gefahren der Liebe       | Evviva l'amore           | 2 luglio 2007     |                 |